# Ауэршперг, Генрих Йозеф Йоханн фон
Генрих Йозеф Йоханн фон Ауэршперг (нем. Heinrich Joseph Johann Fürst von Auersperg; 24 июня 1697, Вена — 9 февраля 1783, Вена) — австрийский государственный деятель, 4-й имперский князь фон Ауэршперг (1713—1783), князь Зембицкий (герцог Мюнстерберг) (1713—1783), 3-й губернатор Галиции и Лодомерии (1774—1780).

## Биография
Родился 24 июня 1697 года в Вене. Младший (третий) сын Франца Карла фон Ауэршперга (1660—1713), 3-го имперского князя фон Ауэршперга и князя Зембицкого (1705—1713), и его жены Марии Терезы фон Раппах (1660—1741). 
Его старший брат Леопольд (1694—1704) умер в возрасте 10 лет, и Генрих Йозеф стал единственным наследником отца. В 1715 году принц приехал в Силезию и в течение одного года находился в Зембицком княжестве. Он планировал перестроить замок в Зомбковицах, потратил на эти цели 8 000 талеров, а дополнительные деньги потребовал с жителей Зомбковице-Слёнске. После проведения определенных работ принц прекратил строительство из-за высокой стоимости.
До 1738 года Генрих Йозеф Йоханн занимал должность гофмаршала при дворе императора Священной Римской империи Карла VI Габсбурга. В 1740—1765 годах при дворе императрицы Марии-Терезии был обер-шталмейстером и обер-камергером. В это время становится близким другом императора Франца I Лотарингского.
В 1774—1780 годах Генрих Йозеф Йоханн фон Ауэршперг занимал должность губернатора Галиции и Лодомерии. В то же время был президентом Королевского клуба. Император Франц I в 1745 году назначил князя Ауэршперга генерал-фельдмаршалом. Император Священной Римской империи Иосиф II предоставил ему должность обер-гофмейстера.

## Браки и дети
Генрих Йозеф Йоханн фон Ауэршперг был женат дважды . 21 мая 1719 года он женился первым браком на принцессе Марии Доминике Магдалене фон унд цу Лихтенштейн (5 августа 1698 — 2 июня 1724), младшей дочери князя Ханса Адама I, князя Лихтенштейн (1662—1712) и графини Эдмунды Терезы Марии фон Дитрихштейн (1652—1737). У них родилось трое детей:
- Карл Йозеф Антон (17 февраля 1720 — 2 октября 1800), 5-й князь фон Ауэршперг (1783—1800) и князь Зембицкий (герцог Мюнстерберг) (1783—1791), жена - графиня Мария Жозефа Траутсон фон Фалькенштейн (1724-1792), 13 детей
- Иоганн Адам Йозеф (27 августа 1721 — 11 ноября 1795), 1 брак с графиней Катариной фон Шенфельд (1728-1753), 5 детей; 2 брак - с Марией Вильгельминой Йозефой фон Нейпперг (1738-1773), брак бездетный
- Мария Терезия (16 августа 1722 — 13 сентября 1732).

Через два года после смерти своей первой жены 7 мая 1726 года женился на Марии Франциске Анне Ксаверии Антонии Сюзанне Траутсон, графине цу Фалькенштайн (11 августа 1708 — 12 апреля 1761), дочери графа Иоганна Леопольда Траутсона, 1-го князя цу Фалькенштайн, и его жены, урожденной Марии Терезии Унгнад, графини фон Вейсенвольф. У них было девять детей:
- Мария Анна (13 августа 1730 — 17 марта 1731)
- Йозеф Франц (31 января 1734 — 21 августа 1795), принц-епископ Пассау, кардинал
- Мария Франциска Тереза-Ксаверия Антония Октавия (22 марта 1735 — 16 ноября 1800), муж с 1758 года граф Йозеф Кински-Вхинич-и-Теттау (1734—1790), 2 детей
- Мария Антония (30 сентября 1739 — 30 июня 1816), муж с 1755 года Гундакар Томас фон Вурмбранд-Штуппах (1375—1791), 6 детей
- Франц (5 сентября 1741 — 22 октября 1795), женился в 1776 году на баронессе Винценце фон Рехбах (1760—1800)
- Мария Анна (26 апреля 1743 — 8 мая 1816), муж с 1760 года граф Йозеф фон Врбна (1738-1819), 1 сын
- Иоганн Баптист (28 февраля 1745 — 3 марта 1816), не женат, бездетен
- Алоис (20 марта 1747 — 24 марта 1817), не женат, бездетен
- Франц Ксавьер (19 января 1749 — 8 января 1808), женат с 1803 года на графине Марии Елизавете Кауниц, 2 детей.